# Sân bay quốc tế Dr. Augusto Roberto Fuster
Sân bay quốc tế Dr. Augusto Roberto Fuster (tiếng Tây Ban Nha: Aeródromo de Pedro Juan Caballero) (IATA: PJC, ICAO: SGPJ) (tên đơn giản là Sân bay Pedro Juan Caballero) là một sân bay phục vụ thành phố Pedro Juan Caballero ở vùng Amambay của Paraguay.
Sân bay này có 1 đường băng dài 1800 m bề mặt nhựa đường.